# Liste der Kardinalpriester von Santi Nereo e Achilleo
Folgende Kardinäle waren Kardinalpriester von Santi Nereo ed Achilleo (lat.: urspr. Titulus Fasciolae; heute Titulus Sanctorum Nerei et Achillei):
- Béranger Frédol der Ältere (1305–1309)
- Béranger Frédol der Jüngere (1312–1317)
- Pierre Roger de Beaufort-Turenne OSB (1338–1342), dann Papst Klemens VI.
- Tommaso da Frignano OFM (1378–1381)
- Pierre de Murat de Cros OSB (1383–1388), Pseudokardinal von Gegenpapst Clemens VII.
- Philip Repington CRSA (1408–1434)
- Giovanni Berardi da Tagliacozzo (1440–1444)
- Bernard de La Planche (Planca) (1440–1446), Pseudokardinal von (Gegenpapst) Felix V.
- Jean d’Arci (1449–1454), Pseudokardinal von (Gegenpapst) Felix V.
- vakant (1454–1460)
- Burkhard von Weißpriach (1460–1462)
- vakant (1462–1467)
- István Váday (1467–1471)
- Giovanni Arcimboldo (1473–1476)
- Giovanni Battista Mellini (1476–1478)
- Cosma Orsini (1480–1481)
- Giovanni de’ Conti (1483–1489)
- Maffeo Gherardi OSBCam (1492) [unsichere Überlieferung] (Kardinaldiakon)
- vakant (1489–1492 oder 1489–1493)
- Giovanni Antonio Sangiorgio (1493–1503)
- Juan de Zúñiga (1503–1504)
- Francesco Alidosi (1505–1506)
- Francisco de Borja (1506–1511)
- vakant (1511–1517)
- Bonifacio Ferrero (1517–1533)
- Reginald Pole (1537–1540) (Kardinaldiakon)
- Enrique de Borja y Aragón (1540) (Kardinaldiakon)
- Roberto Pucci (1542–1544)
- Francesco Sfondrati (1545–1547)
- vakant (1547–1556)
- Juan Martínez Silíceo (1556–1557)
- Jean Bertrand (1557–1560)
- Luigi d’Este (1562–1563) (Kardinaldiakon)
- Gabriele Paleotti (1565) (Kardinaldiakon)
- Giovanni Francesco Morosini (1588–1590)
- vakant (1590–1596)
- Cesare Baronio (1596–1607)
- Innocenzo del Bufalo (1607–1610)
- Pier Paolo Crescenzi (1611–1629)
- Antonio Santacroce (1630–1641)
- Marcantonio Bragadin (1642–1646)
- Cristoforo Vidman Kardinaldiakon (1647–1657); Kardinalpriester (1657–1658)
- Baccio Aldobrandini (1658–1665)
- Neri Corsini seniore (1666–1678)
- Flaminio Taja (1681–1682)
- vakant (1682–1686)
- Girolamo Casanate (1686–1689)
- Leandro Colloredo CO (1689–1705)
- Alessandro Caparra (1706–1711)
- Benedetto Odescalchi-Erba (1715–1725)
- Niccolò Spinola (1725–1735)
- vakant (1735–1739)
- Pierre Guérin de Tencin (1739–1758)
- Nicolò Maria Antonelli (1759–1767)
- Lazzaro Opizio Pallavicino (1768–1778)
- vakant (1778–1782)
- Franziskus von Paula Herzan von Harras (1782–1788)
- Luigi Valenti Gonzaga (1790–1795)
- Ippolito Antonio Vincenti Mareri (1795–1807)
- vakant (1807–1816)
- Carlo Andrea Pelagallo (1816–1822)
- Giovanni Francesco Falzacappa (1823)
- vakant (1823–1829)
- Pietro Caprano (1829–1834)
- Giacomo Monico (1834–1851)
- François-Nicholas-Madeleine Morlot (1853–1862)
- Giuseppe Luigi Trevisanato (1864–1877)
- Inácio do Nascimento Morais Cardoso (1877–1883)
- Alfonso Capecelatro di Castelpagano CO (1885–1886)
- Gaspard Mermillod (1890–1892)
- Luigi Galimberti (1893–1896)
- Antonio Agliardi (1896–1899)
- Agostino Gaetano Riboldi (1901–1902)
- Anton Hubert Fischer (1903–1912)
- vakant (1912–1916)
- Pietro La Fontaine (1916–1921)
- Denis Joseph Dougherty (1921–1951)
- Celso Costantini (1953–1958)
- William Godfrey (1958–1963)
- Thomas Cooray OMI (1965–1988)
- Bernardino Echeverría Ruiz OFM (1994–2000)
- Theodore McCarrick (2001–2018)
- Celestino Aós Braco OFMCap (seit 2020)